# King Peak, Yukon
King Peak (också kallad Mount King) är ett berg i Yukon. Det är det fjärde högsta berget i Kanada och det nionde högsta i Nordamerika. Berget ligger väster om Mount Logan (högsta berget i Kanada) och King Peak anses att vara en satellittopp till Mount Logan.